# Regiment
Regiment (z łac. regimentum „dowództwo”, „kierownictwo” od regere „prostować”; „kierować”) – termin z zakresu wojskowości, używany często wymiennie z terminem pułk, jednak nie zawsze z nim tożsamy.
Jednostka dowodzona przez obersztera w zależności od okresu i armii liczyła od 200 do 2000 żołnierzy. Regiment składał się ze sztabu oraz kilku lub kilkunastu (rzadko dwudziestu kilku) kompanii.
Obecnie mianem regimentu nazywa się jednostkę organizacyjną wojska szczebla pułku np. w Stanach Zjednoczonych, Wielkiej Brytanii czy Francji.

## Regimenty w armii szwedzkiej
Według wzorów szwedzkich regiment piechoty składał się z dwóch skwadronów, w składzie 192 muszkieterów i 216 pikinierów każdy. Stąd liczył 384 muszkieterów i 432 pikinierów - łącznie 816 żołnierzy (bez oficerów, doboszy, a także nadetatowych muszkieterów. Pewną liczbę tych ostatnich wystawiał każdy regiment, jednak w trakcie działań wojennych służyli oni poza jego składem, np. do służby wartowniczej).
Regiment jazdy i dragonii składał się najczęściej z dwóch skwadronów po 180 żołnierzy, a zatem  z 360 ludzi (bez oficerów, ich pocztów i luzaków). W dragonii zdarzały się dość często regimenty liczniejsze (po trzy, a nawet cztery skwadrony).

## Regimenty w armii saskiej
W Saksonii na przełomie XVII i XVIII wieku były dwa rodzaje sił zbrojnych: oddziały obronne zwane milicją krajową (Landmiliz) oraz stałe wojsko zaciężne (regulierte Miliz). Liczebność krajowej milicji nie była zbyt duża, ale rosła stopniowo osiągając w 1703 roku stan 9000 żołnierzy piechoty w 6 regimentach i 1600 jazdy w 2 regimentach. Pokojowy etat zawodowej armii saskiej wynosił 12 000 żołnierzy. Organizacyjnie armia saska dzieliła się na regimenty, a te na kompanie. Od 1696 regimenty piesze w wojskach zawodowych składały się z 3 batalionów po 760 żołnierzy każdy. Od 1683 w skład regimentów piechoty wchodziły także regimenty grenadierskie.
Regimenty jazdy zawodowej armii saskiej miały od 1697 roku 12 kompanii. Ponieważ kompania kirasjerów liczyła 58 żołnierzy, regiment kirasjerów liczył 696 żołnierzy, natomiast regiment dragonów miał 624 żołnierzy.

## Regimenty w wojsku polskim i litewskim
W XVII i XVIII-wiecznym wojsku polskim i litewskim pułkami nazywano oddziały narodowego zaciągu, regimentami – cudzoziemskiego zaciągu.
W okresie wojny o Smoleńsk toczonej w latach 1632–1634 tworzono regimenty piechoty niemieckiej tradycyjnie dowodzone przez obersztera, z dużym sztabem, liczące 1000–1200 żołnierzy, przy czym zdarzały się, choć rzadko, i małe regimenty mające 600–800 żołnierzy. Składały się one z kompanii liczących 100–170 żołnierzy, mających 2/3 muszkieterów i 1/3 pikinierów. Muszkieterzy polskiej piechoty niemieckiej, w odróżnieniu od wojsk zachodnioeuropejskich, zamiast rapierów mieli szable.
W czasach saskich regiment gwardii składał się z dwu batalionów i sztabu. Każdy batalion miał w swym składzie dwanaście kompanii i liczył 840 żołnierzy. Pozostałe regimenty były jednobatalionowe i składały się ze sztabu i ośmiu kompanii
W XVIII wieku określenie „regiment” stosowano w stosunku do oddziałów piechoty (liniowej i grenadierów), np. regimenty grenadierów w czasie insurekcji kościuszkowskiej. Regiment piechoty liczył jeden lub kilka batalionów, a regiment jazdy miał kilka szwadronów.
Wyrażenia „pułk” używano natomiast w stosunku do szeroko pojętej jazdy polskiego autoramentu: ułanów (były to tzw. pułki lekkokonne), kozaków, Tatarów oraz do oddziału straży przedniej (tzw. pułki przedniej straży). Wyjątkiem byli dragoni królewscy (tu były jak w piechocie regimenty - tzw. regimenty konne).
Sejm Czteroletni zniósł podział armii polskiej na autoramenty, zachowując tradycyjną nazwę regimentu dla piechoty i gwardii konnych. Etat z 22 maja 1792 roku zmienił nazwę regiment na pułk, ale nie weszło to w życie, toteż nazwa regiment funkcjonowała w armii polskiej do końca powstania kościuszkowskiego. Po 1794 roku nazwa regiment już nigdy nie pojawiła się w wojsku polskim.